# Казалволоне
Казалволо̀не (на италиански: Casalvolone; на пиемонтски: Casavlòn, Казавлон, на местен диалект: Casalvlùn, Казалвлюн) е село и община в Северна Италия, провинция Новара, регион Пиемонт. Разположено е на 141 m надморска височина. Населението на общината е 891 души (към 2010 г.).